# (263940) Malyshkina
(263940) Malyshkina est un astéroïde de la ceinture principale.

## Description
(263940) Malyshkina est un astéroïde de la ceinture principale. Il fut découvert le 20 avril 2009 à Zelenchukskaya Station par Timur V. Kryachko. Il présente une orbite caractérisée par un demi-grand axe de 2,22 UA, une excentricité de 0,19 et une inclinaison de 7,5° par rapport à l'écliptique.

## Compléments